# 納祖爾
納祖爾是非洲北部國家摩洛哥的城市，由東部大區負責管轄，位於距離阿爾及利亞60公里的地中海海岸，海拔高度61米，主要經濟產業有漁業、農業和少數輕工業和重工業，是區內魚類、水果和牲畜的主要貿易中心，2004年人口約150,000。
35°10′0″N 02°56′0″W / 35.16667°N 2.93333°W